# Alfred Beach Sandal
Alfred Beach Sandal（アルフレッドビーチサンダル）は、北里彰久（きたざと あきひさ）による日本のソロユニットである。愛称はABS、ビーサンなど。静岡県出身。

## 略歴
- 2006年頃、MOXA DELTAのボーカル＆ギターとして音楽活動を開始。
- 2009年、北里彰久 (Vo, Gt) のフリーフォームなソロユニットとしてAlfred Beach Sandal名義での活動開始。
- 2017年、トラックメーカー/MPCプレイヤーのSTUTSとのユニット『Alfred Beach Sandal + STUTS』としてコラボ・ミニ・アルバムを発売。

## 人物
- 音楽を始めたきっかけは、物置にあった祖父のギターを貰ったこと[1]。
- ソロでの活動のほか、バンド形式での演奏も行っており、バンドとしては岩見継吾（元ミドリ、ウッドベース）と光永渉（Cero、ドラムス）を迎えた3ピースでの活動が多い[1]。

## ディスコグラフィー

### シングル
- Night Bazaar (カセット/2012年)
  1. Intro
  2. Night Bazaar
  3. Summer Sale
  4. Sweety Sweety
  5. 家のない町
- モノポリー (7inch/2013年)

　　[A side]
1. モノポリー

　　[B side]
1. 家のない町（The Jungle Book）

- Honeymoon (CD/2015年)
  1. Honeymoon
  2. Dynamo Cycle
  3. Soulfood feat.STUTS
  4. 人魚(NOKKO cover)
- Fugue State (7inch/2015年)

　　 [A side]
1. Fugue State (feat. 5lack)

　　 [B side]
1. Dynamo Cycle -Summer Drivin' MIX- (Prod. by STUTS)

### アルバム
- Alfred Beach Sandal (CDR/2010年)
  1. Mountain Boys
  2. エイブラハムの髭占い
  3. 中国のシャンプー
  4. 彼はマジシャンではない
  5. 風向計
  6. 運河
  7. 老人
- One Day Calypso (CD/2011年)
  1. Mountain Boys
  2. キャンピングカーイズデッド
  3. エイブラハムの髭占い
  4. 中国のシャンプー
  5. Finally Summer Has Come
  6. 彼はマジシャンではない
  7. 老人
  8. 南部
  9. US&A
  10. メキシコ生まれの甥っ子
- Night Bazaar (CD/2012年)
  1. Intro
  2. Night Bazaar
  3. Summer Sale
  4. Sweety Sweety
  5. 家のない町
  6. Sex Museum [Bonus Track]
  7. 運河 (Live) [Bonus Track]
- Dead Montano (CD/2013年)　　　
  1. Rainbow
  2. Typhoon Sketch
  3. 仕立屋
  4. ビールの王冠
  5. Dead Montano
  6. Night Bazaar（Album version）
  7. 殺し屋たち
  8. トーチカ
  9. Coke, Summertime
  10. モノポリー
- Unkown Moments (CD/2015年)
  1. 名場面
  2. Supper Club
  3. Cool Runnings
  4. Dynamo Cycle
  5. 祭りの季節
  6. おもかげ
  7. Fugue State (feat. 5lack)
  8. Town Meeting (prod. by STUTS)
  9. Honeymoon
  10. Swallow
- Tones (CD/2019年)
  1. 子午線
  2. Easy Tempo
  3. チークタイム
  4. Flowers for a Stranger
  5. エンドオブヴァケイション
  6. 夜光のスケッチ
  7. 出発
  8. 夏のさなか
  9. Fortune

### 「Alfred Beach Sandal + STUTS」名義

#### アルバム
- ABS+STUTS（CD/2017年）
  1. The Chase
  2. Horizon
  3. Daylight Avenue
  4. Siesta
  5. Quiet Blue
  6. A Song of Last Things

#### シングル
- パノラマ（配信のみ/2023年11月22日）
- Oblivion (配信のみ/2024年9月27日)

### 「北里彰久」名義
- 砂の時間 水の街（配信のみ/2023年）
  1. 口笛吹き
  2. Mirrored
  3. オアシスのまばたき
  4. 働くなかれ
  5. 11
  6. ファントム通り
  7. 水辺の声
  8. トーチソング
  9. In Bloom
  10. Swingしてる

## 楽曲提供
- note et silence 2017春夏コレクション「A面B面」イメージムービー（2017年2月8日）[2]
- note et silence 2017秋冬コレクション「R e c : o u t f i t」イメージムービー（2017年8月9日）[3]

## 参加作品

### ヴォーカル、コーラス
- 『Slow Banana』-HALFBY「INNN HAWAII」(2015年11月11日発売)収録。
- 『Kids』-HALFBY「INNN HAWAII」(2015年11月11日発売)収録。
- 『Sail Away feat. Alfred Beach Sandal』-STUTS「Pushin'」（2016年4月20日発売）収録。
- 「映画『PARKS パークス』オリジナルサウンドトラック」（2017年発売）提供曲の『仕立屋』収録。

## 出演

### CM
- サントリー ふんわり鏡月クリア[4]（2017年4月1日 - ） - ナレーター
  - 『昭和』篇
  - 『おみとおし』篇
  - 『主任って・・・』篇
  - 『かっこ悪くて・・・』篇
  - 『ずっと一緒』篇

### 映画
- PARKS パークス[5]（2017年4月22日） - 出演、楽曲提供

## 出演イベント
- 2011年11月09日 - TONOFON Presents SOLO 2011
- 2012年06月30日 - watching the sky
- 2013年01月13日 - TelefonBook Presents "Summer Of Fan Day2"
- 2013年02月01日 - cero 2nd album "My Lost City" 発売記念ワンマンツアー
- 2013年06月23日 - Shimokitazawa Indie Fanclub 2013
- 2013年07月03日 - こんがらかす vol.1
- 2014年07月13日 - OUR FAVORITE THINGS 2014
- 2014年11月04日 - concert to the fun